# 索菲·埃布雷克特
索菲·埃布雷克特（法語：Sophie Herbrecht，1982年2月13日—），法国女子手球运动员。她曾代表法国国家队参加2004年、2008年和2012年夏季奥林匹克运动会手球比赛，最好名次为2004年奥运会的第四名。